# Эрро, Луис Энрике
Луис Энрике Эрро (исп. Luís Enrique Erro Soler, 1897—1955) — мексиканский астроном и общественный деятель.

## Биография

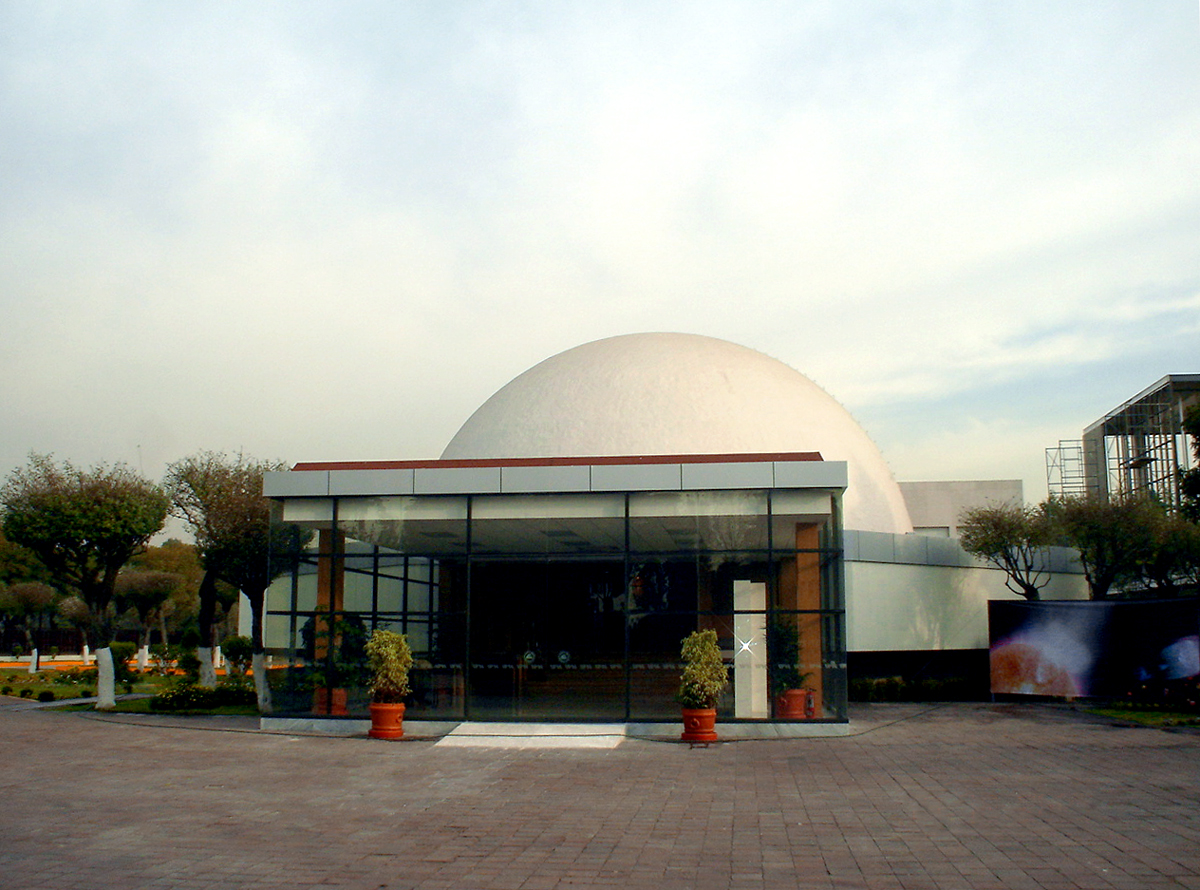
Планетарий имени Луиса Энрике Эрро в Мехико

Родился в семье эмигрантов из Испании, его родителями были Луис Эрро и Филомена Солер де Эрро.
Получил образование в сфере гражданского строительства и бухгалтерского учёта. Занимался организацией образования в Мексике, в 1932 году основал Высшую школу инженеров и электриков (исп. Escuela Superior de Ingenieros Mecánicos y Electricistas) и Высшую строительную школу (исп. Escuela Superior de Construcción), в 1936 году в сотрудничестве с президентом Ласаро Карденасом активно участвовал в создании Национального Политехнического института.
В 1940 году был избран главой Комитета по образованию в парламенте XXXVI созыва, отвечая за реформу по пункту «Социалистическое образование». В том же году президент Мексики Мануэль Авила Камачо пригласил Эрро в войти в состав правительства. Благодаря сотрудничеству с президентом Эрро организовал строительство астрономической обсерватории в Тонанцинтла, которая была открыта 17 февраля 1942 года. Эрро возглавлял обсерваторию до 1947 года, после чего вернулся в Мехико, где регулярно публиковал статьи об астрономии в газете Excélsior.
Из-за сердечного заболевания Эрро провел несколько недель в госпитале, за это время написал роман «Босые ноги» (исп. Los pies descalzos), посвященный мексиканскому революционеру Эмилиано Сапата. Вскоре после завершения этой работы, в январе 1955 года он умер.
В честь Луиса Энрике Эрро названы планетарий в Мехико и кратер на Луне.